# Israel Weapon Industries

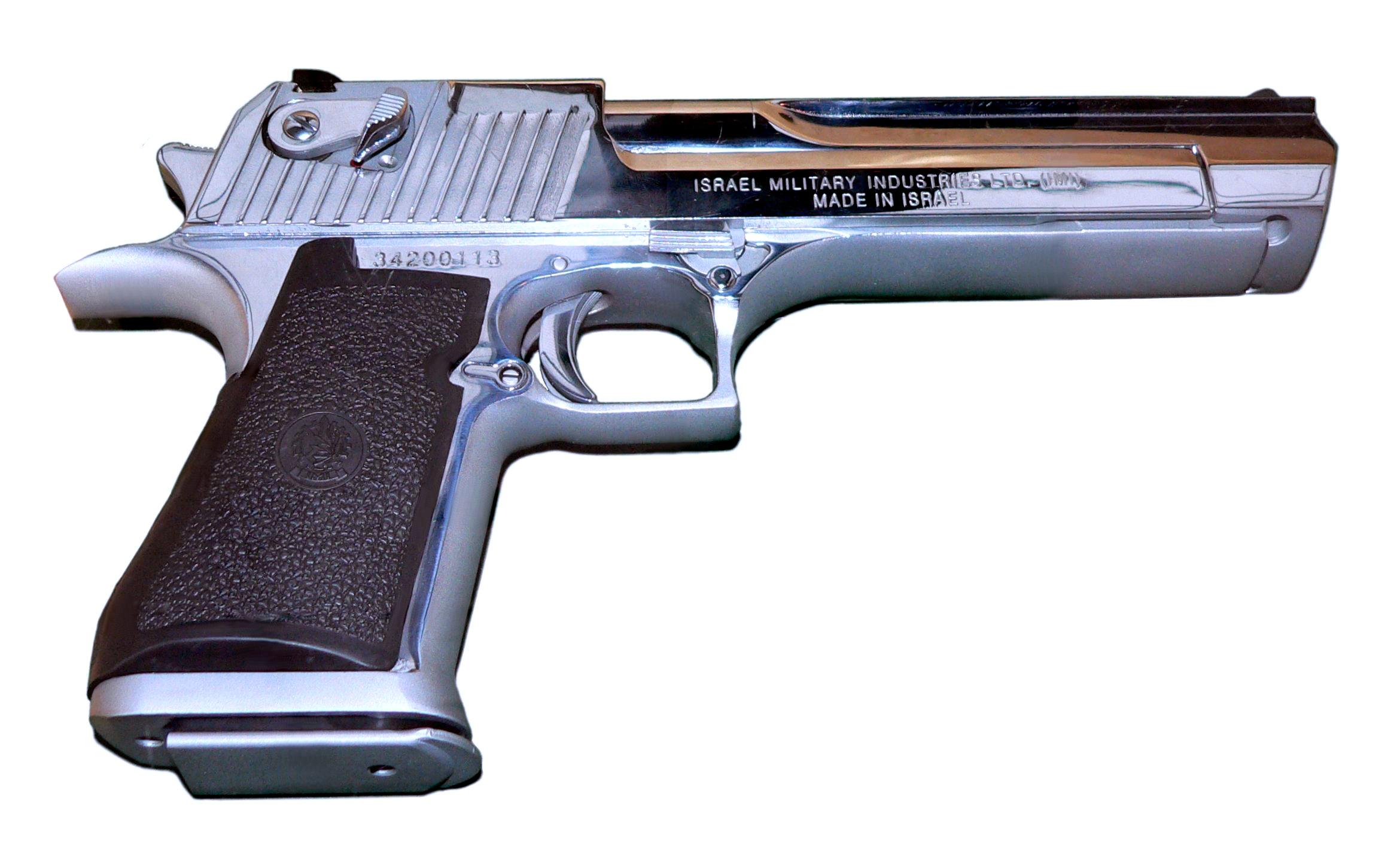
Desert Eagle

Israel Weapon Industries (IWI) je bývalá divize „Magen“ společnosti Israel Military Industries Ltd. (IMI). Představuje izraelskou státní společnost a výrobce zbraní. Vyrábí produkty zejména pro izraelské bezpečnostní složky (hlavně pro izraelskou armádu), avšak malá produkce jejích zbraní se prodává i mimo Izrael, kde se těší velké popularitě.
V roce 2005 došlo k privatizaci části IMI - Small Arms Division - která se stala Israel Weapon Industries Ltd. (IWI). IWI je součástí skupiny společností, které navrhují a vyrábějí rozličnou škálu produktů používaných armádami a bezpečnostními složkami po celém světě. Mezi výrobky IWI patří: samopal Uzi, pistole Jericho 941 a Barak, lehký kulomet Negev a útočné pušky Galil a Tavor.

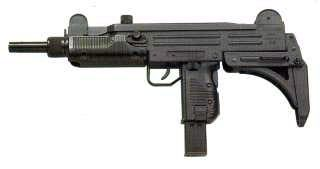
Uzi
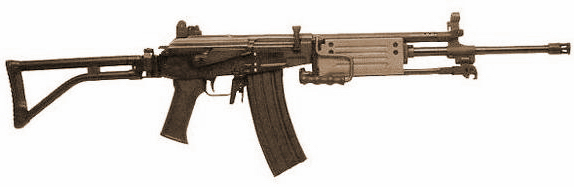
Galil
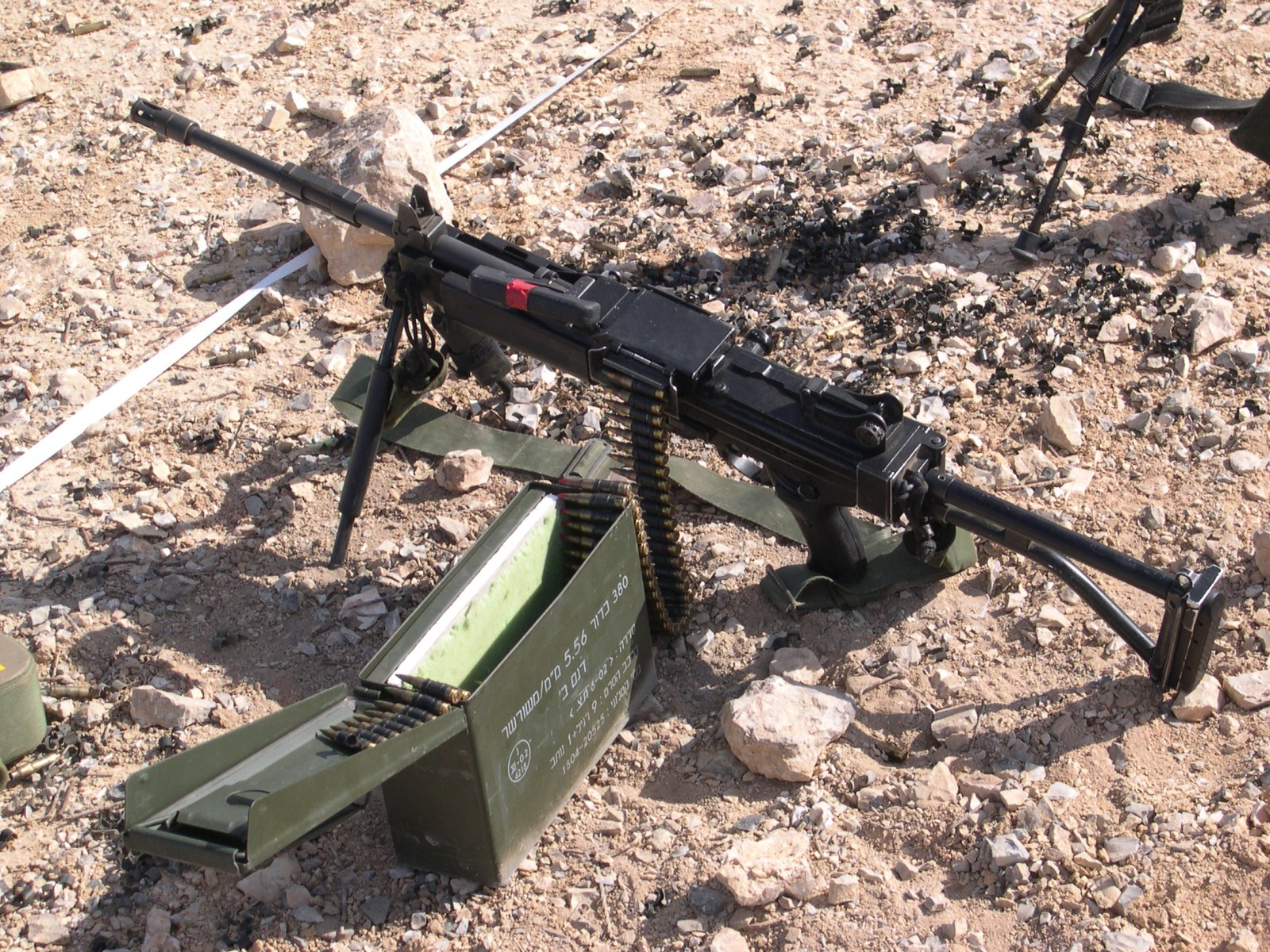
Negev
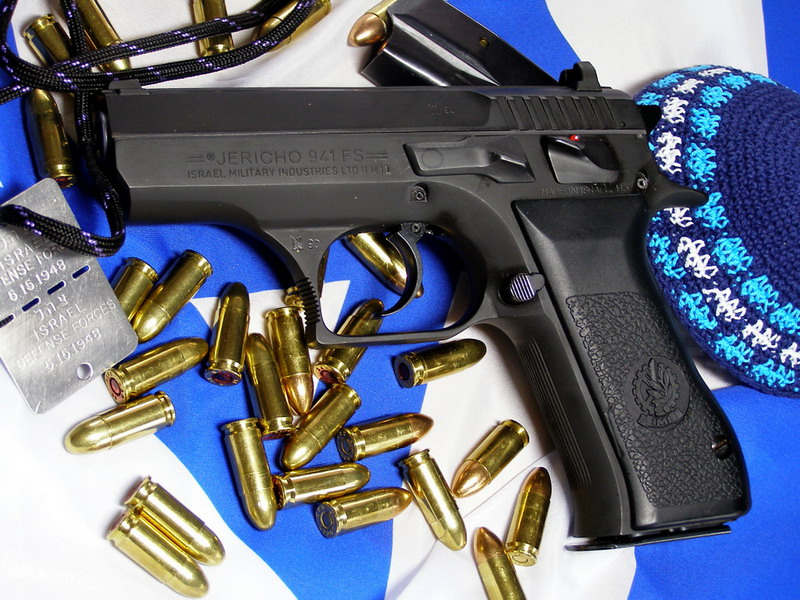
Jericho 941